# Błat
Błat (ros. блат, jidysz list) – żargonowy termin używany powszechnie w ZSRR na określenie znajomości (dojść) wykorzystywanych w celu zdobycia deficytowych dóbr albo innych korzyści.
W czasach Imperium Rosyjskiego słowa tego używano w Odessie na określenie przestępczego półświatka, w słowniku z 1908, autorstwa Trachtenberga, określenie Блатная музыка tłumaczono jako żargon więzienny.
W latach 20. i 30. w ZSRR występował chroniczny deficyt towarów pierwszej potrzeby. Zdobycie towarów w tej sytuacji zależało od znajomości z urzędnikami, którzy zajmowali się ich dystrybucją. W okresie realizacji I pięciolatki w ZSRR pojawili się zagraniczni specjaliści, których obsługiwały wydzielone sklepy. Podstawą do wydania towarów dla tej grupy było specjalne pismo (stąd określenie продавать по «блату» – wydawać na błat). Z czasem pojęcie to  upowszechniło się, rozszerzając zakres znaczeniowy na wszelkie nieformalne kontakty handlowe i znajomości, a także nabywanie towarów na czarnym rynku.